# Shewanella haliotis
Shewanella haliotis, una especie de bacteria anaerobia facultativa en forma de bacilo, gramnegativa, que se aisló por primera vez de la microflora intestinal de abulones (grandes caracoles marinos comestibles) recolectados en el océano cerca de Yeosu, Corea del Sur, por Kim et al. en 2007.  Otros estudios mostraron que las células eran positivas a catalasa y oxidasa.  El epíteto de especie haliotis es una referencia al nombre genérico de abalones, Haliotis. 
El género Shewanella había sido nombrado previamente en 1985 por MacDonell y Colwell en honor al microbiólogo escocés James M. Shewan, por su trabajo en microbiología de la pesca.

## Características
Se aisló una colonia de muestras de S. haliotis de un abulón.  Era de color rosa anaranjado, creció a los 42 °C en el rango de pH 5–11 (con un pH óptimo de 7).  Se encontró que era positivo para el malato como fuente de carbono, y negativo para el uso de manosa y glucosa.  La cepa fue resistente tanto a la penicilina como a la vancomicina.

## Patologías humanas

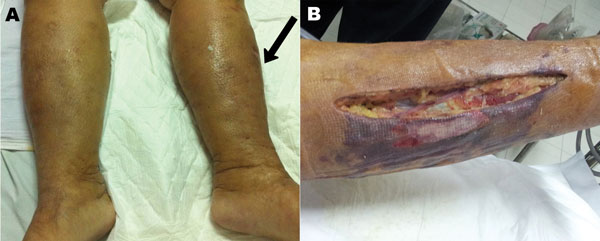
Infección severa de tejido blando en la mujer de S. haliotis en Tailandia, 2012: el paciente buscó tratamiento para la hinchazón eritematosa dolorosa de la pierna izquierda. A- La flecha indica el área afectada, B- Fasciotomía posquirúrgica herida con tejido necrótico

La ruta de la infección por Shewanella se asocia con el contacto directo con el organismo a través del agua de mar o la ingestión de mariscos crudos, causando una infección severa de los tejidos blandos.  Se encontró que un caso de infección era susceptible a la ciprofloxacina (0,25 mg/l), piperacilina-tazobactam (1.0 mg/l), ceftriaxona (1.0 mg/l), y meropenem (0.38 mg/l).  El paciente tuvo fiebre durante los 2 primeros días de hospitalización.  Después de 2 semanas de tratamiento, el medicamento antimicrobiano se cambió a ciprofloxacina oral. El tratamiento se continuó después del vendaje y el desbridamiento de la herida de fasciotomía.